# フィデル・センダゴルタ・ゴメス・デル・カンピージョ
フィデル・センダゴルタ・ゴメス・デル・カンピージョ（スペイン語: Fidel Sendagorta Gómez del Campillo、1956年2月11日 - ）は、スペインの外交官。元在エジプト大使で、2022年より駐日大使を務めている。

## 経歴
マドリード・コンプルテンセ大学法学部を卒業した後、1984年に外務省へ入省してキャリア外交官となる。
在外勤務では、駐日大使館、在キューバ大使館、在モロッコ大使館、欧州連合政府代表部で要職を歴任。
2010年から2014年にかけて、センダゴルタは在エジプト大使を務めた。
マドリードの本省勤務では、地中海問題担当特務大使、スペイン・米国評議会財団事務局長、地中海・マグリブ・中東局長、北米・アジア太平洋局長、外交政策・安全保障局長などを歴任。
北米・アジア太平洋局長在任中の2017年3月31日、旭日重光章を受勲した。
2022年2月9日、センダゴルタは次期駐日大使に任命された。同年4月14日、皇居で信任状を捧呈して駐日大使に就任。

## 著作
- “Europa Entre Dos Luces: ¿Declive O Resurgimiento?,” Biblioteca Nueva, 2001 ISBN 978-8497427760
- “Jardines del tiempo,” Cuadernos del Laberinto, 2021 ISBN 978-8412353709